# فيصل عبد الرؤوف
الإمام فيصل عبد الرؤوف (بالإنجليزية: Feisal Abdul Rauf) (و. 1948، الكويت) هو إمام، مؤلف، وناشط مصري أمريكي مسلم، هدفه المعلن هو تحسين العلاقات بين العالم الإسلامي والغرب.
وهو إمام مسجد الفرح، مسجد مدينة نيويورك، منذ 1983. كتب ثلاثة كتب عن الإسلام ومكانته في المجتمع الغربي المعاصر، منها What's Right with Islam is What's Right with America. وأسس عبد الرؤوف منظمتين غير ربحيتين مهمتهما المعلنة هي تعزيز الحوار حول الإسلام في المجتمع.
جده كان إماما في مصر، وكان والده عالماً أزهرياً. وقد وُلد فيصل في الكويت حيث كان يعمل أباه آنذاك. ثم انتقل مع والده إلى الولايات المتحدة حيث عمل والده مديراً وإماماً للمراكز الإسلامية في كل من نيويورك والمركز الإسلامي الرئيسي في واشنطن. وقد شارك والده الرئيس السادات في رحلته إلى القدس، الأمر الذي دفع سفراء الدول الإسلامية القائمين على إدارة المركز الإسلامي في واشنطن إلى فصله من وظيفته. فانتقل الوالد وأسرته إلى ماليزيا حيث شارك في تأسيس الجامعة الإسلامية العالمية في ماليزيا. وقد تلقي تعليمه في كل من إنجلترا ومصر وماليزيا فهو حاصل على درجة البكالوريوس في علوم الفيزياء من جامعة كلومبيا في نيويورك، وعلى الماجستير في علوم فيزياء البلازما من معهد ستيڤنز للتكنولوجيا في نيوجرزي. ويتحدث فيصل كلاً من الإنجليزية والعربية والملايو.
تعلّم في مدارس مصر وماليزيا وإنجلترا، وتخرّج من جامعة كلومبيا في الولايات المتحدة.
فيصل متزوج من ديزي خان، وهي هندية مسلمة ناشطة.

## آراءه
وفي لقاء 60 دقيقة عام 2001، أدان عبد الرؤوف هجمات 11 سبتمبر واعتبرها تتنافي مع الإسلام. لكنه في نفس المقابلة أدلى بتعليق كان مثارا للنقد حيث أعلن أن الولايات المتحدة كانت «شريكة في الجريمة التي وقعت»، لأننا «مشتركون في موت الكثير من الأرواح في العالم». في عام 2010 رفض الاعتراف بأن حماس منظمة إرهابية. وفي 2010، أصبح عبد الرؤوف بؤرة الاهتمام القومي عند تخطيطه لبناء بيت قرطبة، المركز الإسلامي الاجتماعي الملحق بمسجد، على مقربة من مركز التجارة العالمي، منهاتن. وسط جدل قومي ونقد من سياسيين أمثال رودي جولياني، ريك لازيو، كارل پالادينو وسارة پالين تساؤلوا فيه عن قيادته للمبادرة، بالإشارة لتصريحاته المثيرة للجدل حول هجمات 11 سبتمبر وحماس.
بينما دعمه آخرون وانتقدوا الهجمات على موقع المسجد. وكتبت آن برنارد من نيويورك تايمز أنه يوجد مسجدين في منهاتن السفلى لهما أصول راسخة، أحدهما تأسس عام 1970، قبل مركز التجارة العالمي. وأثني الكاتب كارن أرمسترونغ عليه لمحاولته بناء جسور ما بين الغرب والعالم الإسلامي.
كما انه وقع وثيقة تطالب بإطلاق سراح الجندي الإسرائيلي جلعاد شاليط.

## أعمال مختارة
كتب:
- What's Right with Islam: a New Vision for Muslims and the West (HarperCollins, 2004) (An Indonesian language edition was published in 2007, titled Seruan Azan Dari Puing WTC: Dakwah Islam di Jantung Amerika Pasca 9/11, which translates as A Call to Prayer from the WTC Rubble: Islamic دعوة (مصطلح إسلامي) from the Heart of America Post 911)[9]
- Islam: A Sacred Law (Threshold books, 2000)
- Islam: A Search for Meaning (Mazda, 1996)

فصول ومشاركات في منشورات:
- “Preventing Chaos.” The Star (Malaysia). 9 Mar. 2008.
- “Asceticism in Islam.” Cross Currents. Winter, 2008, (vol. 57 No. 4) ed. by Pederson, Kusumita.
- “The Ideals We Share.” Newsweek. 31 July 2007. with Khan, Daisy.
- “The End of Barbarism: The Phenomenon of Torture and the Search for Common Good.” Pursuing the Global Common Good: Principle and Practice in US Foreign Policy. Washington, DC: Center for American Progress, 2007. with William F. Schulz, ed. by Steenland, Sally et al.
- "What is Sunni Islam?" in Voices of Islam: Voices of Tradition, vol. 1 of 3, ed. Vincent J. Cornell. Westport: Praeger Publishers, 2007.
- “Al-Qaeda’s Greatest Fear may be US Leaving Iraq.” Aspen Times. 11 Oct. 2006. with Bennett, John.
- Arab Reform Final Report. New York: Council on Foreign Relations, 2005. with Albright, Madeleine, et al.
- “Bringing Muslim Nations into the Global Century.” Fortune Magazine. 18 Oct. 2004.

## وصلات خارجية
- Page on واشنطن بوست/نيوزويك "On Faith" blog
- ASMA Society Bio
- "Where In The World Is Imam Feisal?; Questions multiply about $100 million Islamic center planned near Ground Zero", Claudia Rosett, فوربس, July 30, 2010
- "Further Travels Of Imam Feisal; After Malaysia, a swing through the Middle East", Claudia Rosett, فوربس, August 6, 2010